# Orlando Silva
Orlando Silva de Jesus Júnior (Salvador, 27 de maig de 1971) és un polític brasiler afiliat al Partit Comunista del Brasil (PCdoB). Va ser ministre d'Esports i diputat federal.

## Biografia

### Sindicalisme
Va començar la seva trajectòria en el moviment estudiantil de Salvador, la capital bahiana, i va ser president de la Unió Nacional dels Estudiants (1995-1997) i de la Unió de la Joventut Socialista (1999-2001).

### Ministeri d'Esports
El primer any de govern del president Lula, Orlando va ser escollit pel càrrec de secretari executiu del Ministeri d'Esports. També va exercir els càrrecs de Secretari Nacional d'Esport i Secretari Nacional d'Esport Educacional. El 2005, va ser condecorat pel president Luiz Inácio Lula da Silva amb l'Orde de Rio Branco en el grau de Gran Oficial. El 31 de març de 2006, va prendre possessió com a titular del Ministeri.
Durant el seu exercici com a ministre, va haver de fer front a dues polèmiques amplament cobertes pels mitjans de comunicació. Va ser acusat d'haver pagat despeses personals amb la tarjeta de crèdit del ministeri, sent exculpat el juny de 2008 per la comissió parlamentària que investigava els fets.
L'octubre de 2011, la seva cartera va veure's involucrada en denúncies sobre un esquema de desviament de diners públics per mitjà de convenis amb ONG lligades al PCdoB. Les acusacions provenien policia militar João Dias Ferreira, un dels investigats com a participant del delicte. El dia 26 d'octubre, Orlando Silva va presentar la dimissió per, segons ell, poder defensar-se millor de les denúncies, sent substituït per Aldo Rebelo. El 12 de juny de 2012, la Comissió d'Ètica de la Presidència de la República va arxivar el cas per falta de proves i el 2023, el policia Ferreira va ser condemnat per calúmnies.

### Política a São Paulo
En les eleccions municipals de 2012, va candidatar-se a regidor de São Paulo, però no va aconseguir l'escó i va restar com a suplent. Quan Netinho de Paula, el seu company al PCdoB, va ser nomenat Secretari d'Igualtat Racial, Silva va ser investit edil el gener de 2013.
Dos anys més tard es va presentar a les eleccions a diputat federal per São Paulo, representant el PCdoB. Va prendre possessió l'1 de febrer de 2015. En les següents eleccions repetiria el resultat, revalidant l'escó a Brasília. Va concórrer de nou en les eleccions generals de 2022, però no va aconseguir els vots suficients i va quedar com a primer suplent. Com ja havia succeït en el seu pas per l'alcaldia paulistana, Orlando Silva va ocupar l'escó gràcies a la vacant deixada per Luiz Marinho, nou Ministre de Treball.